# Yabassi
Pour la langue, voir Yabassi (langue).

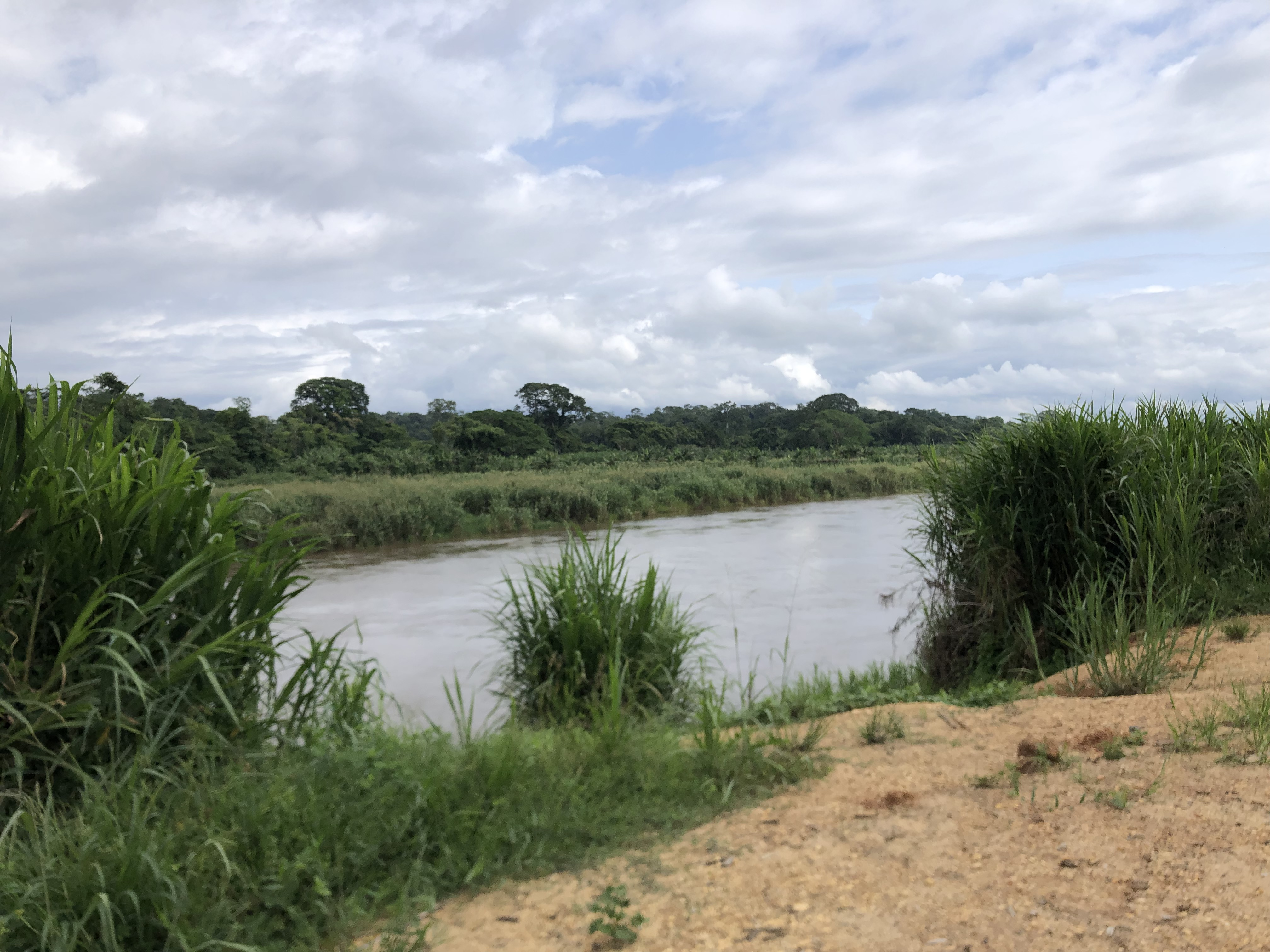
Ancien port de Yabassi
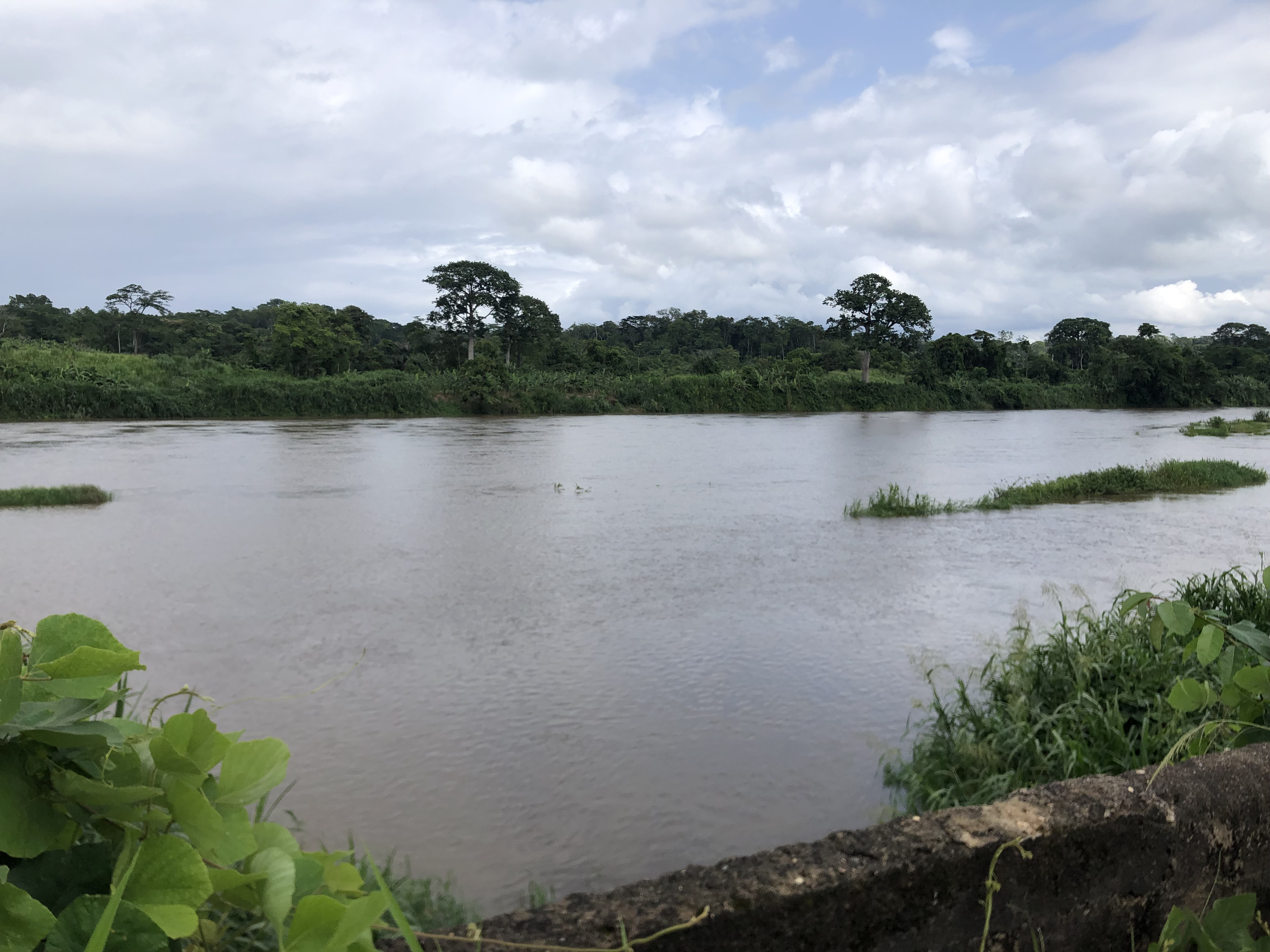
Ancien port de Yabassi

Yabassi est une ville, chef-lieu du département du Nkam, dans la région du Littoral au Cameroun. Sa population est estimée à 12 000 habitants en 2001,.
C'est aussi le nom d'un peuple dont l'ancêtre serait Bassi ou Basi. Les Yabassi parlent le yabassi, une langue qui ne connaît pas encore les écrits, mais qui sert de parler véhiculaire dans le département du Nkam ; on y retrouve également d'autres langues originaires d'autres régions du Cameroun comme le bodiman, le ewodi ou oli et le banya et le haoussa, etc.

## Géographie
La ville est située sur la rive droite et au point de rupture de navigabilité du fleuve Wouri à 65 km de son embouchure. Elle est desservie par la route P15 à 98 km au nord du chef-lieu régional Douala.
| Penja Mbanga        | Loum, Éboné | Nkondjock |
| Bonaléa             | Yabassi     | Yingui    |
| Douala V Douala III | Dibamba     |           |

## Histoire

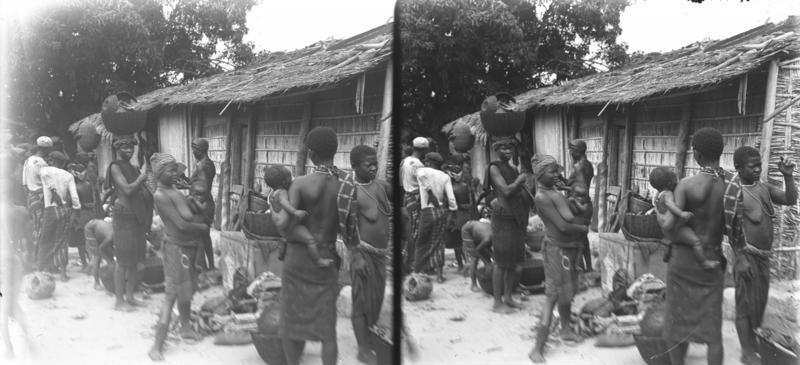
Marché de Yabassi entre 1901 et 1905 (vue stéroscopique)

À l'époque du protectorat allemand au Cameroun, Yabassi était une plaque tournante dans la stratégie commerciale et militaire. La station de la mission catholique est fondée par Paul Bouque S.C.I. après le départ des Allemands. En 1918, Isaac Moumé Etia, écrivain et interprète douala est nommé chef de la subdivision de Yabassi, par l'administration française.

### Yabassi d'aujourd'hui
Aujourd'hui, la ville, qui autrefois était coupée en deux, ne l'est plus grâce au pont sur le Nkam qui relie le centre administratif au vieux quartier appelé Ndokbele.

## Démographie
Lors du recensement de 2005, la commune comptait 12 999 habitants, dont 4 288 pour Yabassi Ville.
Les Yabassis, ethnie autochtone[réf. nécessaire] de la ville, vivent surtout dans les cantons de Dibeng-Ndokbele, Badjob Ndokpenda, Nyamtan ou Nyamtani, Yabassi-Centre, mais aussi dans le canton de Wouri-Bwélé notamment les peuples de NdokBakeng, Tondè, Diwom, etc. Il y a aussi les peuples autochtones du canton de Yingui-Centre qui depuis quelques années fait désormais partie de la ville de Yingui. Ils sont les plus nombreux de la ville en termes de ressortissants. Ensuite viennent d'autres ethnies, comme les Bandems, les Banens, les Doualas (Ewodi), les Bodimans, les Peuls, les Bamilekes ainsi que les immigrants de pays voisins et d'Afrique de l'Ouest.
Et pourtant la ville est victime de dépeuplement.

## Organisation administrative
Yabassi est le chef-lieu du département du Nkam. Ce département compte quatre arrondissements : l'arrondissement de Yabassi, et les trois autres étant l'arrondissement de Yingui, l'arrondissement de Nkondjock et l'arrondissement du Nord-Makombe (chef-lieu : Ndobian, village habité par des Diboms). Yabassi est en même temps chef-lieu de département et chef-lieu d'arrondissement. À ce titre, Yabassi possède une préfecture et une sous-préfecture. Le préfet est le chef du département et la première personnalité administrative de la ville. Le sous-préfet, encore appelé chef de terre est le patron de l'arrondissement.
Yabassi possède un tribunal de grande instance, un commissariat spécial, un poste de sécurité publique une gendarmerie (brigade de compagnie et brigade territoriale), et des délégations départementales des différents ministères de la république du Cameroun.

## Chefferies traditionnelles
L'arrondissement de Yabassi est divisé en plusieurs cantons. Ainsi, plusieurs chefs traditionnels sauvegardent les traditions des différents regroupements ethniques. Il compte huit chefferies traditionnelles de 2e degré :
- 428 : Canton Yabassi Centre
- 429 : Canton Dibeng Ndogbélé
- 430 : Canton Badjob Ndogpenda
- 431 : Canton Wouri-Bwélé
- 432 : Canton Bandem Rive Droite
- 433 : Canton Wouri-Bossua
- 434 : Canton Bodiman
- 435 : Canton Nyamtam

## Villages
La vaste commune de Yabassi s'étend sur 3 080 km2 et comprend les villages suivants :
- Bakem
- Banya I
- Banya II
- Bataba
- Bindjeng I
- Bonabeke
- Bonabondo
- Bonadissake
- Bonadjeng
- Bonagong
- Bonaguedi
- Bonakata Rive Gauche
- Bonakoulé
- Bonalambo
- Bonalembe
- Bonaloko
- Bonamakita
- Bonambassi
- Bonandolo
- Bonanyamsi
- Bonapendé I
- Bonasongala
- Bonatamé
- Boneko
- Bonepéa I
- Bonepoupa I
- Bonepoupa II
- Bonepoupa III
- Bonjo
- Bossoua Mbengué
- Bwené
- By
- Dené
- Dimbong
- Dingue
- Diwong
- Diwong
- Djeng
- Djenga
- Dwamba
- Lamba
- LOGNTOKA
- Madiba
- Mamba
- Mangoulé
- Massoumbou
- Mbiam
- Moukounda I
- Moukounda II
- Moutibélembé
- Moya
- NdokFaya Fee
- Ndokbaguengué
- Ndokbao
- Ndokbele
- Ndokbos I (Massaka)
- Ndokbos II (Mom)
- Ndokbos III (Ndok-Faya Baketi)
- Ndokbos IV (Sosso)
- Ndokbos V (Ndoknok)
- Ndokbos VI (Bekot)
- Ndokbos VII (Massombè)
- Ndokbos VI (Koo)
- Ndokbakand I (Ngok Matobi)
- Ndokbakand II (Ndokbakand)
- Ndokbakand III (Dibamba I)
- Ndokbakand IV (Bataba)
- Ndokbele
- Ndokjamen
- Ndokkama
- Ndoklong
- Ndok-Matchang Massoua
- Ndok-Moueng
- Ndok-Yemek
- Ndokmbang
- Ndoknak
- Ndoknok
- Ndokpoo
- Ndokati I
- Ndokbele
- Ngondo
- Nkokom
- Nkolmbong
- Nkongmalang
- Nonon
- Ntabako
- Solé
- Sosso
- Tonde
- Tondé

## Enseignement
La localité compte un lycée classique d'enseignement général, un lycée d'enseignement technique,un lycée technique et professionnel agricole ; plusieurs écoles d'enseignement primaire, dont une privée ; une école normale d'instituteurs de l'enseignement général (Enieg). 
L'Institut des Sciences Halieutiques (ISH) de l'Université de Douala est installé sur le campus de Yabassi depuis 2010, il compte 5 départements : aquaculture; gestion des pêches; transformation et contrôle de qualité; océanographie et limnologie; gestion des écosystèmes aquatiques.

## Santé
La ville est dotée d'un hôpital de district de plusieurs centres de santé intégrés (Mbanya, Longtoka, Bonaba,Benga et Solle) et un hôpital privé.

## Cultes
La co-cathédrale de la Sainte Famille de Banya-Yabassi relève du diocèse catholique de Bafang qui s'étend sur les départements du Nkam et du Haut-Nkam.

## Associations
Bondjoland est une institution économique pour un développement durable et solidaire donc le siège est basé dans le village Bonjo au Cameroun. Bondjoland a pour mission de réfléchir et agir à la situation sociale, politique et économique dans chaque ville du Cameroun et dans le monde, de promouvoir - au service des hommes - les idéaux et les valeurs de développement durable et solidaire pour une économie juste. L’objectif premier de cette institution est de faciliter le développement durable au Cameroun et à l’étranger à partir de l'île Wouri à Bonjo.

## Économie
- L'économie de la ville repose essentiellement sur l'agriculture rurale. ce secteur emploie plus de 90 % de la population. Les principaux produits de l'agriculture sont les produits vivriers : macabo, manioc, patate, igname, banane plantain, etc. Depuis quelques années, on note également une prolifération de la culture du palmier à huile. Ceci est rendu possible grâce à la terre fertile du coin.
- Le deuxième secteur économique est le secteur du petit commerce.
- Le secteur de la pêche et de la chasse est également assez actif, mais reste encore artisanal.
- Finalement, grâce à sa forêt dense, Yabassi est une ville prisée par les exploitants forestiers. On y retrouve plusieurs essences. Plusieurs compagnies asiatiques ont tour à tour exploité cette forêt. De même, une société a, à un moment donné, exploité une plantation d'hévéas maintenant laissée en friche.

La ville est handicapée par le manque de routes bitumées, ce qui rend difficile de parcourir les 100 km qui séparent cette ville de Douala, la métropole économique du Cameroun.

## Images de Yabassi

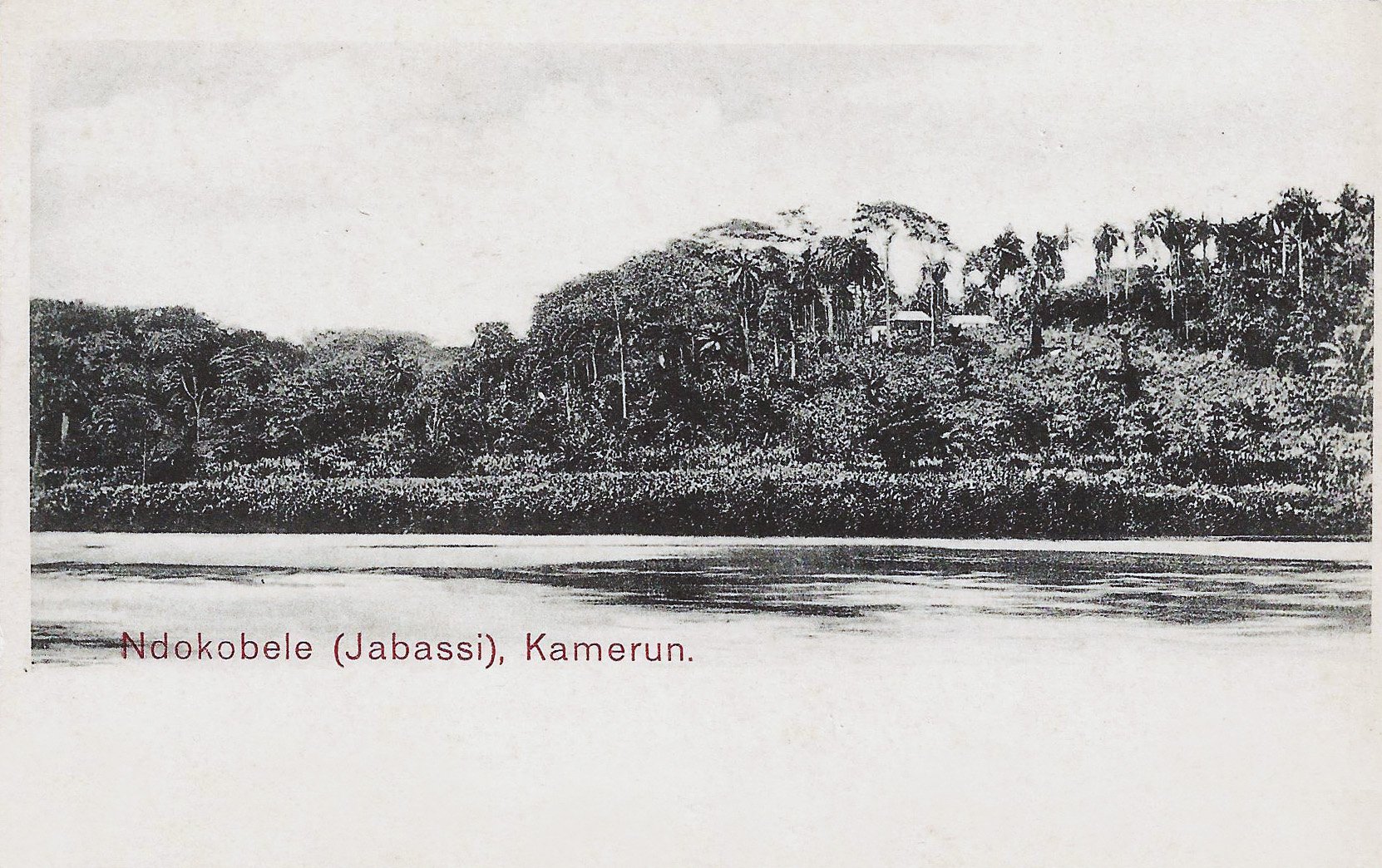
Rives du Wouri, Ndokobele (vers 1910)

## Sites intéressants de Yabassi
- Le lycée Bilingue de Yabassi, l'un des plus grands du Cameroun, avec un internat, un grand gymnase, des terrains de sports, des logements pour le personnel administratif.
- La résidence du préfet
- les îles de bodiman
- Ile de Wouri (Bonjo)
- les berges du fleuve Nkam

## Personnalités nées à Yabassi
- Pierre-Marie Michel, homme d'affaires et écrivain français
- Abel Moumé Etia, ingénieur météorologue, haut fonctionnaire, et écrivain camerounais
- Sa Majesté Ekobe Dina Victor, chef du village Bonjo
- Matthieu Njassep, militant indépendantiste
- Bernard Massoua II, homme d'affaires et homme politique
- Charles Lembé, artiste musicien